# HMS Monarch (1911)
O HMS Monarch foi um couraçado operado pela Marinha Real Britânica e a segunda embarcação da Classe Orion, depois do HMS Orion e seguido pelo HMS Conqueror e HMS Thunderer. Sua construção começou em abril de 1910 na Armstrong Whitworth e foi lançado ao mar em março de 1911, sendo comissionado em abril do ano seguinte. Era armado com uma bateria principal de dez canhões de 343 milímetros montados em cinco torres de artilharia duplas, tinha um deslocamento de 26 mil toneladas e conseguia alcançar uma velocidade máxima de 21 nós.
O Monarch teve um início de carreira tranquilo e passou seus primeiros anos na Frota Doméstica. Com o início da Primeira Guerra Mundial em 1914 integrou a Grande Frota, porém pouco fez durante no conflito e passou a maior parte de seu tempo realizando patrulhas de rotina e treinamentos no Mar do Norte. Sua única ação ocorreu na virada de maio para junho de 1916 na Batalha da Jutlândia. Foi colocado na reserva depois do fim da guerra e descomissionado em 1922, sendo usado como alvo de tiro pelos anos seguintes até ser afundado em janeiro de 1925.